# ペルモビール
ペルモビール（Permobil）とは、スウェーデンの電動車いすメーカー。ヴェステルノールランド県ティムロー市に本社を置く。
Per Uddén（ペル・ユデーン）により、電動車いす専業メーカーとして1963年に設立。創業者の名前に「移動」を意味する「mobil」を加え、社名とした。この「ペルモビール」がスウェーデンでは電動車いすの代名詞ともなっている。創業以来電動車いすのみを扱い続け23ヶ国以上の国々で販売を行う世界企業に成長している。
2013年には投資会社のインベストールの傘下となる。
日本においてはPermobil ABの子会社、ペルモビール株式会社（2003年設立）より販売。

## ペル・ユデーン
スウェーデンの医師。1925年生・2002年没。自分の患者に「自分の意思で自由に動き回って欲しい」という願いからペルモビールを起業した。スウェーデンの障害者福祉を変えた人物としても知られる。
PermobilKKのホームページより引用
　我々が日常生活で利用している機器は、ほんの少し前までは夢の機器であったと思います。
このテクノロジーの急速な発達は、仕事や遊びだけでなく、教育、医療、福祉分野にも大きな変革をもたらすことになるでしょう。
ペルモビールは、常に製品の開発を止めません。
現在のペルモビール製品は、最新のスマートフォンやパソコンとの連携が可能となっております。
それは、創業50年を迎えた現在でも創業者の理念を引き継いでいるからです。
「全ての障がい者が使う機器は、我々が日常生活で使用するモノと同じ技術レベルで制作されるべきである。全ての障がい者は、その機器を使い援助される権利を持っている」
2015年7月現在